# AVC Challenge Cup maschile 2022
L'AVC Challenge Cup maschile 2022 si è svolta dal 29 agosto al 3 settembre 2022 a Čolponata, in Kirghizistan: al torneo hanno partecipato quattro squadre nazionali asiatiche e oceaniane e la vittoria finale è andata per la prima volta al Kirghizistan.

## Impianti
|                                                                                |  |  |
|                                                                                |  |  |
| Palazzetto dello sport Gazprom Città: Čolponata Capienza: - Anno d'apertura: - |  |  |

## Regolamento

### Formula
La formula ha previsto:
- Fase a gironi, disputata con formula del girone all'italiana: le prime quattro classificate del girone hanno acceduto alla fase finale.
- Fase finale, disputata con semifinali, finale per il terzo posto e finale, giocate con gara unica.

### Criteri di classifica
Se il risultato finale è stato di 3-0 o 3-1 sono stati assegnati 3 punti alla squadra vincente e 0 a quella sconfitta, se il risultato finale è stato di 3-2 sono stati assegnati 2 punti alla squadra vincente e 1 a quella sconfitta.
L'ordine del posizionamento in classifica è stato definito in base a:
- Numero di partite vinte;
- Punti;
- Ratio dei set vinti/persi;
- Ratio dei punti realizzati/subiti;
- Risultati degli scontri diretti.

## Squadre partecipanti
| Squadra             | Qualificazione                | Ultima partecipazione |
| ------------------- | ----------------------------- | --------------------- |
| Arabia Saudita      | 2ª all'AVC Challenge Cup 2018 | Sri Lanka 2018        |
| Emirati Arabi Uniti | 5ª all'AVC Challenge Cup 2018 | Sri Lanka 2018        |
| Kirghizistan        | Paese organizzatore           | Debutto               |
| Kuwait              | 1ª nel ranking CAZVA          | Debutto               |
| Mongolia            | 8ª all'AVC Challenge Cup 2018 | Sri Lanka 2018        |
| Sri Lanka           | 3ª all'AVC Challenge Cup 2018 | Sri Lanka 2018        |
| Uzbekistan          | 2ª nel ranking WAZVA          | Debutto               |

## Torneo

### Fase a gironi
| Girone         |
| -------------- |
| Arabia Saudita |
| Kirghizistan   |
| Mongolia       |
| Uzbekistan     |

#### Risultati
| 29 agosto 2022 Palazzetto dello sport Gazprom, Čolponata Durata: 2h:23 - Spettatori: 150 | Uzbekistan     | 2 - 3 | Arabia Saudita | 16-25, 23-25, 30-28, 25-18, 16-18 |
| 29 agosto 2022 Palazzetto dello sport Gazprom, Čolponata Durata: 1h:28 - Spettatori: 250 | Kirghizistan   | 0 - 3 | Mongolia       | 21-25, 25-27, 14-25               |
| 30 agosto 2022 Palazzetto dello sport Gazprom, Čolponata Durata: 1h:26 - Spettatori: 150 | Mongolia       | 0 - 3 | Arabia Saudita | 22-25, 11-25, 21-25               |
| 30 agosto 2022 Palazzetto dello sport Gazprom, Čolponata Durata: 1h:45 - Spettatori: 150 | Kirghizistan   | 3 - 1 | Uzbekistan     | 25-19, 18-25, 25-22, 25-19        |
| 31 agosto 2022 Palazzetto dello sport Gazprom, Čolponata Durata: 1h:56 - Spettatori: 100 | Uzbekistan     | 1 - 3 | Mongolia       | 17-25, 22-25, 28-26, 22-25        |
| 31 agosto 2022 Palazzetto dello sport Gazprom, Čolponata Durata: 1h:53 - Spettatori: 150 | Arabia Saudita | 3 - 1 | Kirghizistan   | 25-20, 21-25, 26-24, 25-18        |

#### Classifica
| Pos. | Squadra        | Pt | G | V | P | SV | SP | Ratio | PF  | PS  | Ratio |
| ---- | -------------- | -- | - | - | - | -- | -- | ----- | --- | --- | ----- |
| 1.   | Arabia Saudita | 8  | 3 | 3 | 0 | 9  | 3  | 3,000 | 286 | 251 | 1,139 |
| 2.   | Mongolia       | 6  | 3 | 2 | 1 | 6  | 4  | 1,500 | 232 | 224 | 1,035 |
| 3.   | Kirghizistan   | 3  | 3 | 1 | 2 | 4  | 7  | 0,571 | 240 | 259 | 0,926 |
| 4.   | Uzbekistan     | 1  | 3 | 0 | 3 | 4  | 9  | 0,444 | 284 | 308 | 0,922 |

      Qualificata alle semifinali.

### Fase finale
|  | Semifinali | Semifinali     | Semifinali |                 |   | Finale         | Finale       | Finale |
|  |            |                |            |                 |   |                |              |        |
|  | 1          | Arabia Saudita | 3          |                 |   |                |              |        |
|  | 1          | Arabia Saudita | 3          |                 |   |                |              |        |
|  | 4          | Uzbekistan     | 1          |                 |   |                |              |        |
|  | 4          | Uzbekistan     | 1          |                 | 1 | Arabia Saudita | 2            |        |
|  |            |                |            |                 | 1 | Arabia Saudita | 2            |        |
|  |            |                |            |                 |   | 3              | Kirghizistan | 3      |
|  | 2          | Mongolia       | 0          |                 |   | 3              | Kirghizistan | 3      |
|  | 2          | Mongolia       | 0          |                 |   |                |              |        |
|  | 3          | Kirghizistan   | 3          |                 |   |                |              |        |
|  | 3          | Kirghizistan   | 3          | Finale 3° posto |   |                |              |        |
|  |            |                |            |                 |   |                |              |        |
|  |            |                |            |                 |   | 4              | Uzbekistan   | 3      |
|  |            |                |            |                 |   | 4              | Uzbekistan   | 3      |
|  |            |                |            |                 |   | 2              | Mongolia     | 2      |

#### Semifinali
| 2 settembre 2022 Palazzetto dello sport Gazprom, Čolponata Durata: 1h:55 - Spettatori: 200 | Arabia Saudita | 3 - 1 | Uzbekistan   | 25-23, 25-23, 23-25, 25-20 |
| 2 settembre 2022 Palazzetto dello sport Gazprom, Čolponata Durata: 1h:25 - Spettatori: 400 | Mongolia       | 0 - 3 | Kirghizistan | 22-25, 21-25, 23-25        |

#### Finale 3º posto
| 3 settembre 2022 Palazzetto dello sport Gazprom, Čolponata Durata: 2h:19 - Spettatori: 400 | Uzbekistan | 3 - 2 | Mongolia | 19-25, 28-26, 20-25, 28-26, 15-10 |

#### Finale
| 3 settembre 2022 Palazzetto dello sport Gazprom, Čolponata Durata: 2h:24 - Spettatori: 600 | Arabia Saudita | 2 - 3 | Kirghizistan | 31-29, 25-20, 23-25, 22-25, 11-15 |

## Classifica finale
| Pos | Squadra        | Rosa |
| --- | -------------- | --- |
|     | Kirghizistan   | Formazione: 1 Umarov, 2 Absatarov, 3 Ergesh Uulu, 4 Medetbek Uulu, 5 Toktoev, 7 Kanybek Uulu, 8 Gazinur Uulu, 9 Musa Uulu, 10 Zhunusov, 11 Musaev, 12 Zheenbek Uulu, 13 Shilov, 14 Zhumabek, 15 Uulu, CT: Ankudinov                |
|     | Arabia Saudita | Formazione: 2 N. Albakheet, 3 A. Albakheet, 4 Wathlan, 5 Alzahrani, 9 Almureet, 10 Almutairi, 11 M. Alabdulbaqi, 12 H. Alabdulbaqi, 13 Almabadi, 14 Algihani, 16 Alnajrani, 17 Majrashi, 18 Alotaibi, CT: Avramović                |
|     | Uzbekistan     | Formazione: 1 Egamkulov, 2 Khosinov, 3 Kuchkorov, 4 Abduvakhobov, 5 Isamov, 6 Yuldashev, 7 Rakhimov, 8 Askarov, 9 Toshpulatov, 10 Sattorov, 12 Khushvaqtov, CT: Rahimov                                                            |
| 4.  | Mongolia       | Formazione: 1 Ankhbayar, 2 Khangai, 3 Altangerel, 4 Tsend-Ayush, 5 Buyanjargal, 6 Choijilsuren, 7 Tserenbaatar, 8 Gan-Ochir, 13 Zolboo, 14 Tsend-Ayush, 15 Davaajargal, 16 Enkh-Amgalan, 17 Batsuuri, 22 Khangal, CT: Darinchuluun |

## Premi individuali
| Premio                | Nome                 | Squadra        |
| --------------------- | -------------------- | -------------- |
| MVP                   | Onolbek Kanybek Uulu | Kirghizistan   |
| Miglior palleggiatore | Medetbek Ergesh Uulu | Kirghizistan   |
| Miglior opposto       | Omurbek Zhunusov     | Kirghizistan   |
| Miglior schiacciatore | Alnajrani Omar       | Arabia Saudita |
| Miglior schiacciatore | Albakheet Ahmed      | Arabia Saudita |
| Miglior centrale      | Kurchkorov Azizbek   | Uzbekistan     |
| Miglior centrale      | Majrashi Ibrahim     | Arabia Saudita |
| Miglior libero        | Kutmanbek Absatarov  | Kirghizistan   |